# مايك تايلور (عازف بيانو)
مايك تايلور (بالإنجليزية: Mike Taylor)‏ (و. 1938 – 1969 م) هو عازف بيانو، وكاتب أغاني بريطاني، يستخدم آلات بيانو، توفي عن عمر يناهز 31 عاماً، بسبب غرق.

## روابط خارجية
- مايك تايلور على موقع ميوزك برينز (الإنجليزية)
- مايك تايلور على موقع أول ميوزيك (الإنجليزية)
- مايك تايلور على موقع ديسكوغز (الإنجليزية)